# Regina Enker
Regina Enker – polska saneczkarka i biegaczka narciarska żydowskiego pochodzenia, dwukrotna mistrzyni Polski w saneczkarstwie.
Pochodziła z Krynicy. Należała do klubu sportowego Makkabi Krynica. W 1933 roku wzięła udział w narciarskim obozie treningowym w Zakopanem, po czym wystąpiła na pierwszej Zimowej Makabiadzie. Na torze saneczkowym w Kuźnicach zajęła wtedy pierwsze miejsce w jedynce z czasem 2 min. 29 sek., zaś jej brat Maksymilian zwyciężył w jedynkach mężczyzn. Regina Enker startowała także w sztafecie 3x5 km oraz w biegu narciarskim na 8 km, w którym zajęła drugie miejsce. W latach 1934 i 1935 zdobyła tytuł mistrza Polski w saneczkarstwie. Na drugiej makabiadzie, która odbyła się w 1936 roku w Bańskiej Bystrzycy, zajęła trzecie miejsce w biegu na 7 km.
Podczas Mistrzostw Europy w Saneczkarstwie w 1935 roku została zdyskwalifikowana po zajęciu piątego miejsca w pierwszym biegu i drugiego miejsca w drugim biegu, na skutek protestu reprezentacji Czechosłowacji. Rok później reprezentowała z bratem Polskę podczas Mistrzostw Europy w Garmisch-Partenkirchen.
Zginęła w Auschwitz-Birkenau.